# 스미스 칼리지
스미스 칼리지(Smith College)는 미국 매사추세츠주 노샘프턴에 위치한 여자 자유 인문 대학이다. 스미스 대학은 웰슬리 대학, 마운트 홀리요크 대학, 바너드 대학, 브린모어 대학 등과 더불어 미국을 대표하는 최고 여자대학중 하나이다. 스미스 대학 전체 학생수는 3천 백여명, 그중 학부생이 2천 6백여명, 대학원 과정 학생이 5백명으로 전형적인 4년제 소형 문리과 대학이다. 현재 미국 내에는 약 60여개의 여자 대학이 있다고 한다.
2018년 미국 대학 랭킹 11위를 했다. (U.S. News National Liberal Arts College)
스미스 대학은 여대의 장점을 살려, 여성들이 사회에 나가 성공할 수 있도록 도와주고 개발을 시켜준다고 한 미국 대학 평가서는 분석하고 있다.

## 교육
스미스 대학 인문 학과 전반이 전국적으로 우수한 분야로 평가받고 있으며, 역사, 경제, 영어학등이 특히 훌륭하다. 학생대 교수의 비율은 8:1 로서 양호한 교수자원을 가지고 있다. 스미스 대학은 4년제 학부가 중심을 이루고 있지만 일부 대학원 과정도 두고 있다. 특히 교육학 석사 과정, 농아 교육 석사 과정, 사회학 석사와 박사 과정등을 가장 대표적인 것으로 지적할 수 있다. 또한 주변에 있는 5개 학교 연맹과 함께, 학생들의 희망에 따라 다른 분야의 석사와 박사 과정을 공부할 수 있도록 배려하고 있다.

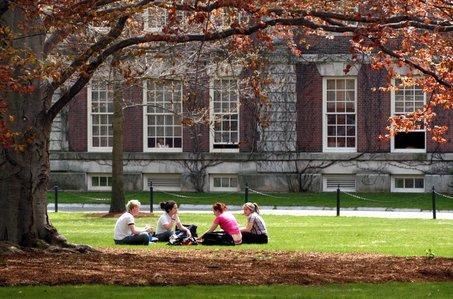

## 파이브 칼리지
이들 5개 대학(스미스 대학, 매사추세츠 대학교 애머스트, 애머스트 대학, 마운트 홀리요크 대학, 햄프셔 대학)들은, 정기 버스를 운용하면서 학생들이 자유로이 내왕할 수 있도록 하고 있다. 그래서 이들 학교에서는 타학교 학생들이 수시로 눈에 띄고, 공부는 물론 각종 축제, 항의 시위등 학생들 행사가 있을 때마다 여러 학교 학생들이 찾아와 함께 어울리곤 한다. 따라서 여자 대학인 스미스에 남학생이 끼어 공부하는 모습도 심심치 않게 볼 수 있다.

## 저명한 동문
저명한 스미스 대학 동문으로는 미국의 저명한 여성 잡지 미즈(Ms.)의 창간자이자 뛰어난 여성 운동가인 글로리아 스타이넘, 미 연방 하원의원 태미 발드윈, 미 연방 하원의원 제인 하멘, 미 연방 하원의원 니키 송가스, 미 방송국 NBC의 사라 헤인즈 기자, 흑인 권리신장운동가이며 마틴 루서 킹 2세의 딸인 욜란다 킹, 여성 운동가 캐서린 맥키넌, 작가 몰리 아이빈즈, 작가 제인 욜렌, 극작가 마가렛 에드슨, 시민운동가이자 '여성의 신비' 작가인 베티 프리단, 영화감독 마리아 매겐티, 영화배우 제인 알렉산더, 미국의 프랑스 요리사 대모 줄리아 차일드, 시인 실비아 플래스, 한국인들에게도 잘 알려진 《바람과 함께 사라지다》로 퓰리처상을 받았던 미국 소설가 마가렛 미첼(중퇴), 퓰리처상을 수상했던 언론인 메그 그린필드, 미국 제40대 대통령인 로널드 레이건의 부인 낸시 레이건, 미국 제41대 대통령인 조지 부시의 부인 바버라 부시(중퇴) 등이 있다. 한국인으로는 전 세종대 부총장이자 현 세종대 명예교수인 유의경, 울산대학교 생화학과 교수 황온유, 가수 신해철의 부인으로도 많이 알려져있는 전 영화 단역배우 윤원희, 뮤지컬배우 로즈장 등이 있다.

## 입학 현황
2017년 합격률 31.9%